# 황소윤
황소윤은 대한민국의 독립음악 싱어송라이터이며, 밴드 새소년의 보컬/기타리스트이다. 슈게이징 밴드 모임 별의 기타리스트로도 참여하고 있다.

## 디스코그래피

### 싱글

#### 싱글 1집 HOLIDAY
| 발매날짜 | 2019.04.15 |
| 트랙     | 곡명       |
| 1        | HOLIDAY    |

### 정규

#### 정규 1집 So!YoON!
| 발매날짜 | 2019.05.21                   |
| 트랙     | 곡명                         |
| 1        | So!YoON!                     |
| 2        | zZ`City                      |
| 3        | Noonwalk (feat. SUMIN)       |
| 4        | HOLIDAY                      |
| 5        | MI RAE                       |
| 6        | FNTSY (feat. Jvcki Wai)      |
| 7        | A/DC= (feat. 공중도둑)       |
| 8        | FOREVER dumb (feat. SAM KIM) |
| 9        | Athena (feat. SE SO NEON)    |
| 10       | zZ`City (Byul.org remix)     |

## 같이 보기
- 새소년 (음악 그룹)